# Ruzveltova

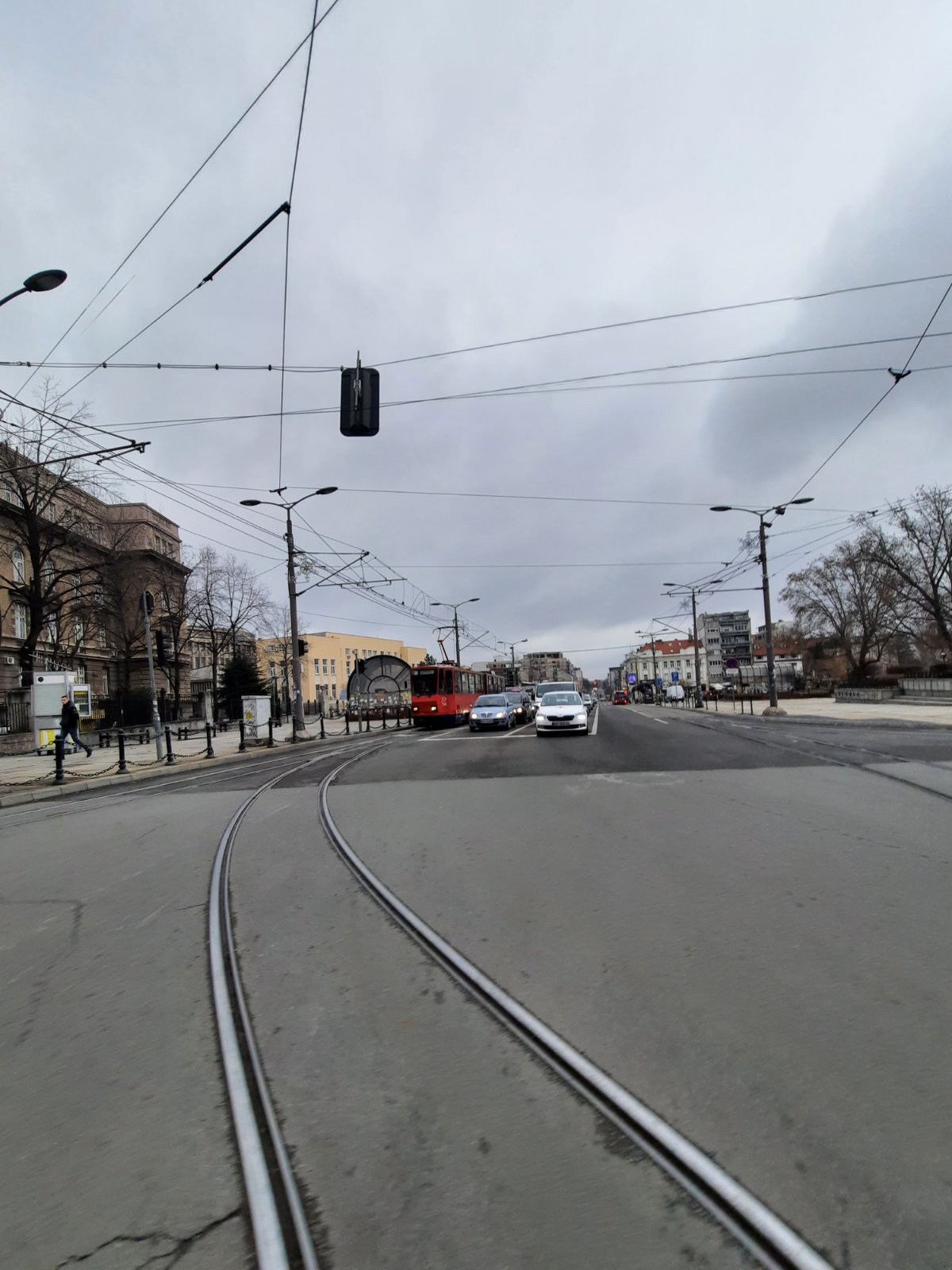
Rue Ruzveltova

La rue Ruzveltova (en serbe cyrillique : Рузвелтова) est une rue de Belgrade, la capitale de la Serbie, située dans la municipalité urbaine de Palilula.
Le nom de la rue est un hommage au président américain Franklin Delano Roosevelt.

## Parcours
La rue Ruzveltova naît à la hauteur du Bulevar kralja Aleksandra (le « boulevard du roi Alexandre ». Elle s'oriente vers le nord-est et longe d'abord sur sa droite le Studentski park (le « parc des étudiants »), traverse la rue Kraljice Marije puis laisse sur sa droite la rue Držićeva. Elle passe le carrefour des rues Kneza Danila (à gauche) et Vojvode Brane (à droite) puis traverse la rue Dalmatinska. Elle passe ensuite le large carrefour des rues Cvijićeva (à gauche) et Dimitrija Tucovića (à droite) et laisse les rues Stjepana Ljubiše et Svetog Nikole (à droite) puis la rue Albanske spomenice (à gauche). Elle longe alors sur sa droite le Nouveau cimetière de Belgrade ; elle croise sur sa gauche les rues Vojvode Vuka et Preradovićeva et se termine au niveau d'un rond-point qui permet d'accéder à la rue Mije Kovačevića, dans son prolongement.

## Santé
La pharmacie Žagubica, qui fait partie du réseau Apoteka Beograd, est située au no 2, et une pharmacie du groupe Farmanea au no 41.

## Économie
Un magasin de la chaîne Eurodom, qui vend des accessoires, notamment de la céramique pour les salles de bain et les sanitaires, est installé au no 16,.
Un centre commercial Zira, avec un restaurant Piccolo, accueille de nombreuses enseignes et se trouve au no 33 ; un hôtel Zira est ouvert au no 35,.
Un supermarché Mini Maxi se trouve au no 47.
La société d'assurance AMS Osiguranje Beograd a son siège social au no 16 de la rue.

## Divers
L'Association auto-moto de Serbie (en serbe : Auto moto savez Srbije ; en abrégé : AMSS) a son siège au no 18 de la rue,.

## Transports
La rue est desservie par plusieurs lignes de bus de la société GSP Beograd, soit les lignes 25 (Karaburma II – Kumodraž II), 25P ( Mirijevo IV – Kumodraž), 27 (Trg Republike – Mirijevo III), 32 (Vukov spomenik – Višnjica) et 74 (Bežanijska kosa - Mirijevo III) ; on peut aussi y emprunter les lignes de tramway 2 (Port de Belgrade – Vukov spomenik – Port de Belgrade), 3 (Tašmajdan - Kneževac), 5 (Kalemegdan – Donji grad - Ustanička) et 12 (Omladinski stadion - Tašmajdan - Banovo brdo).
La gare de Vukov spomenik, située sur le réseau express régional Beovoz, dessert également la rue[réf. nécessaire].